# Rudy Bond
Rudy Bond (Filadelfia, 1º ottobre 1912 – Denver, 29 marzo 1982) è stato un attore statunitense.
Secondo di cinque fratelli, crebbe con la madre.
Iniziò a recitare al cinema verso gli anni cinquanta ed è principalmente noto per il film Un tram che si chiama Desiderio di Elia Kazan, con Vivien Leigh e Marlon Brando.
Nel 1947 sposò Alma Albert con cui rimase fino alla sua morte, avvenuta nel 1982, a 69 anni per un arresto cardiaco.

## Filmografia parziale

### Cinema
- Un tram che si chiama Desiderio (A Streetcar Named Desire), regia di Elia Kazan (1951)
- Pioggia (Miss Sadie Thompson), regia di Curtis Bernhardt (1953)
- Fronte del porto (On the Waterfront), regia di Elia Kazan (1954)
- L'alibi sotto la neve (Nightfall), regia di Jacques Tourneur (1957)
- La parola ai giurati (12 Angry Men), regia di Sidney Lumet (1957)
- I fratelli Rico (The Brothers Rico), regia di Phil Karlson (1957)
- Lo spietato (The Hard Man), regia di George Sherman (1957)
- Mare caldo (Run Silent Run Deep), regia di Robert Wise (1958)
- Nel mezzo della notte (Middle of the Night), regia di Delbert Mann (1959)
- Tempesta sulla Cina (The Mountain Road), regia di Daniel Mann (1960)
- Venere in visone (Butterfield 8), regia di Daniel Mann (1960)
- Ercole a New York (Hercules in New York), regia di Arthur Allan Seidelman (1969)
- Dai... muoviti (Move), regia di Stuart Rosenberg (1970)
- Chi è Harry Kellerman e perché parla male di me? (Who Is Harry Kellerman and Why Is He Saying Those Terrible Things About Me?), regia di Ulu Grosbard (1971)
- Il padrino (The Godfather), regia di Francis Ford Coppola (1972)
- Il colpo della metropolitana (Un ostaggio al minuto) (The Taking of Pelham One Two Three), regia di Joseph Sargent (1974)
- The Rose, regia di Mark Rydell (1979)

### Televisione
- The Nurses – serie TV, 3 episodi (1963-1964)
- Sotto accusa (Arrest and Trial) – serie TV, episodio 1x21 (1964)
- Agenzia Rockford (The Rockford Files) – serie TV, episodio 4x14 (1978)